# Københavns Brandvæsen
Københavns Brandvæsen er navnet på det beredskab, der drev brand-, rednings- og ambulancetjeneste i Københavns Kommune indtil 1. januar 2016, hvor det sammenlagdes med Dragør, Frederiksberg og Vestegnens brandvæsener i Hovedstadens Beredskab. Desuden forestod Københavns Brandvæsen driften af alarmcentralen for Storkøbenhavn og en sygetransporttjeneste.
Københavns Brandvæsens historie går tilbage til 9. juli 1687, hvor Christian den 5. oprettede Københavns kongelige Brandvæsen. Københavns Brandlov blev vedtaget 18. maj 1868 og siden 1. august 1870 har Københavns Brandvæsen været en kommunal institution.
Københavns Brandvæsen drev foruden Hovedbrandstationen bag Københavns Rådhus seks brandstationer i kommunen og beskæftigede ca. 700 ansatte, hvoraf de 500 er i udrykningsstyrken.
På Dæmningens brandstation i Valby ligger brandvæsenets skole og Københavns Brandvæsens Museum. Dæmningens Brandstation er nu nedlagt, Museet er flyttet til Vesterbro Brandstation. Det operative beredskab på brandstationen er nedlagt

## Ledelse
Denne liste er ufuldstændig; hjælp gerne med at udfylde den.
- 1803-1810: Andreas Kirkerup
  - 18??-1818: Johan Martin Quist (brandmajor, meddirektør)
- 18??-1856: Peter Martin Quist (oberstløjtnant)
- 1856-1859: Johan Christian Kerrn (oberstløjtnant)
  - 18??-1859: Mads Pedersen Berg (brandmajor, meddirektør)
- 1859-1870: Fritz Christian Balsløw (oberstløjtnant)
- 1870-1884: Jan Carl Emil Hermann Schønheyder (brandinspektør)
- 1884-1909: Sextus Meyer (brandinspektør, branddirektør fra 1898, brandchef fra 1908)
- 1909-1916: Emil Liisberg
- 1916-1934: A.E. Friis
- 1934-1956: Povl Vinding
- 1956-1964: Einer Schrøder
- 1964-1974: Jan Ammitzbøll
- 1974-1988: Erik Boeck
- 1988-1996: Robert Ringsted (1959 brandinspektør, 1974 vicebrandchef, 1988 brandchef)
- 1996-2010: Jan Axlev
- 2010-2016: Jakob Vedsted Andersen (beredskabschef)